# Ole Bollesen
Ole Bollesen (født 13. juli 1950) er en dansk lokalpolitiker, som repræsenterer Socialdemokratiet. Han blev borgmester i Syddjurs Kommune efter kommunevalget i 2017 for perioden 2018-2021.